# Seznam týmů a jezdců na Tour de France 2021
Na startovní listině Tour de France 2021 bylo celkem 184 cyklistů z 23 cyklistických stájí. Nejmladším cyklistou na startu byl Fred Wright (Team Bahrain Victorious) ve věku 22 let a 14 dní, nejstarším cyklistou na startu byl Alejandro Valverde (Movistar Team) ve věku 41 let a 62 dní. 108. ročníku Tour de France se účastnil jeden český cyklista – Petr Vakoč (118. místo), startující za belgickou stáj Alpecin–Fenix.  
| Číslo | Jezdec                     |
| ----- | -------------------------- |
| 1     | Tadej Pogačar (SLO)        |
| 2     | Mikkel Bjerg (DEN)         |
| 3     | Rui Costa (POR)            |
| 4     | Davide Formolo (ITA)       |
| 5     | Marc Hirschi (SUI)         |
| 6     | Vegard Stake Laengen (NOR) |
| 7     | Rafał Majka (POL)          |
| 8     | Brandon McNulty (USA)      |

| Číslo | Jezdec                  |
| ----- | ----------------------- |
| 11    | Primož Roglič (SLO)     |
| 12    | Wout van Aert (BEL)     |
| 13    | Robert Gesink (NED)     |
| 14    | Steven Kruijswijk (NED) |
| 15    | Sepp Kuss (USA)         |
| 16    | Tony Martin (GER)       |
| 17    | Mike Teunissen (NED)    |
| 18    | Jonas Vingegaard (DEN)  |

| Číslo | Jezdec                     |
| ----- | -------------------------- |
| 21    | Geraint Thomas (GBR)       |
| 22    | Richard Carapaz (ECU)      |
| 23    | Jonathan Castroviejo (ESP) |
| 24    | Tao Geoghegan Hart (GBR)   |
| 25    | Michał Kwiatkowski (POL)   |
| 26    | Richie Porte (AUS)         |
| 27    | Luke Rowe (GBR)            |
| 28    | Dylan van Baarle (NED)     |

| Číslo | Jezdec                 |
| ----- | ---------------------- |
| 31    | Chris Froome (GBR)     |
| 32    | Guillaume Boivin (CAN) |
| 33    | Omer Goldstein (ISR)   |
| 34    | André Greipel (GER)    |
| 35    | Reto Hollenstein (SUI) |
| 36    | Dan Martin (IRL)       |
| 37    | Michael Woods (CAN)    |
| 38    | Rick Zabel (GER)       |

| Číslo | Jezdec                |
| ----- | --------------------- |
| 41    | Vincenzo Nibali (ITA) |
| 42    | Julien Bernard (FRA)  |
| 43    | Kenny Elissonde (FRA) |
| 44    | Bauke Mollema (NED)   |
| 45    | Mads Pedersen (DEN)   |
| 46    | Toms Skujiņš (LVA)    |
| 47    | Jasper Stuyven (BEL)  |
| 48    | Edward Theuns (BEL)   |

| Číslo | Jezdec                   |
| ----- | ------------------------ |
| 51    | Julian Alaphilippe (FRA) |
| 52    | Kasper Asgreen (DEN)     |
| 53    | Davide Ballerini (ITA)   |
| 54    | Mattia Cattaneo (ITA)    |
| 55    | Mark Cavendish (GBR)     |
| 56    | Tim Declercq (BEL)       |
| 57    | Dries Devenyns (BEL)     |
| 58    | Michael Mørkøv (DEN)     |

| Číslo | Jezdec                   |
| ----- | ------------------------ |
| 61    | Miguel Ángel López (COL) |
| 62    | Jorge Arcas (ESP)        |
| 63    | Imanol Erviti (ESP)      |
| 64    | Iván García (ESP)        |
| 65    | Enric Mas (ESP)          |
| 66    | Marc Soler (ESP)         |
| 67    | Alejandro Valverde (ESP) |
| 68    | Carlos Verona (ESP)      |

| Číslo | Jezdec                  |
| ----- | ----------------------- |
| 71    | Peter Sagan (SVK)       |
| 72    | Emanuel Buchmann (GER)  |
| 73    | Wilco Kelderman (NED)   |
| 74    | Patrick Konrad (AUT)    |
| 75    | Daniel Oss (ITA)        |
| 76    | Nils Politt (GER)       |
| 77    | Lukas Pöstlberger (AUT) |
| 78    | Ide Schelling (NED)     |

| Číslo | Jezdec                    |
| ----- | ------------------------- |
| 81    | David Gaudu (FRA)         |
| 82    | Bruno Armirail (FRA)      |
| 83    | Arnaud Démare (FRA)       |
| 84    | Jacopo Guarnieri (ITA)    |
| 85    | Ignatas Konovalovas (LTU) |
| 86    | Stefan Küng (SUI)         |
| 87    | Valentin Madouas (FRA)    |
| 88    | Miles Scotson (AUS)       |

| Číslo | Jezdec                    |
| ----- | ------------------------- |
| 91    | Guillaume Martin (FRA)    |
| 92    | Rubén Fernández (ESP)     |
| 93    | Simon Geschke (GER)       |
| 94    | Jesús Herrada (ESP)       |
| 95    | Christophe Laporte (FRA)  |
| 96    | Anthony Perez (FRA)       |
| 97    | Pierre-Luc Périchon (FRA) |
| 98    | Jelle Wallays (BEL)       |

| Číslo | Jezdec                     |
| ----- | -------------------------- |
| 101   | Mathieu van der Poel (NED) |
| 102   | Silvan Dillier (SUI)       |
| 103   | Tim Merlier (BEL)          |
| 104   | Xandro Meurisse (BEL)      |
| 105   | Jasper Philipsen (BEL)     |
| 106   | Jonas Rickaert (BEL)       |
| 107   | Kristian Sbaragli (ITA)    |
| 108   | Petr Vakoč (CZE)           |

| Číslo | Jezdec                 |
| ----- | ---------------------- |
| 111   | Rigoberto Urán (COL)   |
| 112   | Stefan Bissegger (SUI) |
| 113   | Magnus Cort (DEN)      |
| 114   | Ruben Guerreiro (POR)  |
| 115   | Sergio Higuita (COL)   |
| 116   | Neilson Powless (USA)  |
| 117   | Jonas Rutsch (GER)     |
| 118   | Michael Valgren (DEN)  |

| Číslo | Jezdec                       |
| ----- | ---------------------------- |
| 121   | Benoît Cosnefroy (FRA)       |
| 122   | Dorian Godon (FRA)           |
| 123   | Oliver Naesen (BEL)          |
| 124   | Ben O'Connor (AUS)           |
| 125   | Aurélien Paret-Peintre (FRA) |
| 126   | Nans Peters (FRA)            |
| 127   | Michael Schär (SUI)          |
| 128   | Greg Van Avermaet (BEL)      |

| Číslo | Jezdec                  |
| ----- | ----------------------- |
| 131   | Warren Barguil (FRA)    |
| 132   | Nacer Bouhanni (FRA)    |
| 133   | Anthony Delaplace (FRA) |
| 134   | Élie Gesbert (FRA)      |
| 135   | Daniel McLay (GBR)      |
| 136   | Nairo Quintana (COL)    |
| 137   | Clément Russo (FRA)     |
| 138   | Connor Swift (GBR)      |

| Číslo | Jezdec                     |
| ----- | -------------------------- |
| 141   | Søren Kragh Andersen (DEN) |
| 142   | Tiesj Benoot (BEL)         |
| 143   | Cees Bol (NED)             |
| 144   | Mark Donovan (GBR)         |
| 145   | Nils Eekhoff (NED)         |
| 146   | Joris Nieuwenhuis (NED)    |
| 147   | Casper Pedersen (DEN)      |
| 148   | Jasha Sütterlin (GER)      |

| Číslo | Jezdec                   |
| ----- | ------------------------ |
| 151   | Caleb Ewan (AUS)         |
| 152   | Jasper De Buyst (BEL)    |
| 153   | Thomas De Gendt (BEL)    |
| 154   | Philippe Gilbert (BEL)   |
| 155   | Roger Kluge (GER)        |
| 156   | Harry Sweeny (AUS)       |
| 157   | Tosh Van der Sande (BEL) |
| 158   | Brent Van Moer (BEL)     |

| Číslo | Jezdec                |
| ----- | --------------------- |
| 161   | Jack Haig (AUS)       |
| 162   | Pello Bilbao (ESP)    |
| 163   | Sonny Colbrelli (ITA) |
| 164   | Marco Haller (AUT)    |
| 165   | Matej Mohorič (SLO)   |
| 166   | Wout Poels (NED)      |
| 167   | Dylan Teuns (BEL)     |
| 168   | Fred Wright (GBR)     |

| Číslo | Jezdec                        |
| ----- | ----------------------------- |
| 171   | Michael Matthews (AUS)        |
| 172   | Esteban Chaves (COL)          |
| 173   | Luke Durbridge (AUS)          |
| 174   | Amund Grøndahl Jansen (NOR)   |
| 175   | Lucas Hamilton (AUS)          |
| 176   | Christopher Juul-Jensen (DEN) |
| 177   | Luka Mezgec (SLO)             |
| 178   | Simon Yates (GBR)             |

| Číslo | Jezdec                |
| ----- | --------------------- |
| 181   | Jakob Fuglsang (DEN)  |
| 182   | Alex Aranburu (ESP)   |
| 183   | Stefan De Bod (RSA)   |
| 184   | Omar Fraile (ESP)     |
| 185   | Dmitriy Gruzdev (KAZ) |
| 186   | Hugo Houle (CAN)      |
| 187   | Ion Izagirre (ESP)    |
| 188   | Alexej Lucenko (KAZ)  |

| Číslo | Jezdec                   |
| ----- | ------------------------ |
| 191   | Sergio Henao (COL)       |
| 192   | Carlos Barbero (ESP)     |
| 193   | Sean Bennett (USA)       |
| 194   | Victor Campenaerts (BEL) |
| 195   | Simon Clarke (AUS)       |
| 196   | Nic Dlamini (RSA)        |
| 197   | Michael Gogl (AUT)       |
| 198   | Max Walscheid (GER)      |

| Číslo | Jezdec                     |
| ----- | -------------------------- |
| 201   | Pierre Latour (FRA)        |
| 202   | Edvald Boasson Hagen (NOR) |
| 203   | Jérémy Cabot (FRA)         |
| 204   | Víctor de la Parte (ESP)   |
| 205   | Fabien Doubey (FRA)        |
| 206   | Cristián Rodríguez (ESP)   |
| 207   | Julien Simon (FRA)         |
| 208   | Anthony Turgis (FRA)       |

| Číslo | Jezdec                 |
| ----- | ---------------------- |
| 211   | Louis Meintjes (RSA)   |
| 212   | Jan Bakelants (BEL)    |
| 213   | Jonas Koch (GER)       |
| 214   | Boy van Poppel (NED)   |
| 215   | Danny van Poppel (NED) |
| 216   | Lorenzo Rota (ITA)     |
| 217   | Loïc Vliegen (BEL)     |
| 218   | Georg Zimmermann (GER) |

| Číslo | Jezdec                 |
| ----- | ---------------------- |
| 221   | Bryan Coquard (FRA)    |
| 222   | Cyril Barthe (FRA)     |
| 223   | Franck Bonnamour (FRA) |
| 224   | Maxime Chevalier (FRA) |
| 225   | Cyril Gautier (FRA)    |
| 226   | Cyril Lemoine (FRA)    |
| 227   | Quentin Pacher (FRA)   |
| 228   | Pierre Rolland (FRA)   |